# Satu Nou (okręg Tulcza)
Satu Nou – wieś w Rumunii, w okręgu Tulcza, w gminie Mihai Bravu. W 2011 roku liczyła 608 mieszkańców.